# Choriolaus filicornis
Choriolaus filicornis là một loài bọ cánh cứng trong họ Cerambycidae.